# Alexander Georgevitch, 7. hertug af Leuchtenberg
Alexander Georgevitch, 7. hertug af Leuchtenberg (født 13. november 1881 i Sankt Petersborg, Det Russiske Kejserrige, død 26. september 1942 i Salies-de-Béarn, Pyrénées-Atlantiques (på grænsen mellem Vichy-Frankrig og den tyskbesatte zone)) var en russisk adelsmand af fransk, tysk og russisk afstamning. Hans var en efterkommer af flere kejsere, og fra 1912 havde han prædikatet: Deres Kejserlige Højhed.
Alexander Georgevitch var også kendt som Sandro, som fyrste Alexander Georgievich Romanovsky og som Alexander de Beauharnais. 

## Forfædre
Alexander Georgevitch var sønnesøn af Maria Nikolajevna af Rusland.
Han var oldesøn af Eugène de Beauharnais, 1. hertug af Leuchtenberg og hans gemalinde Augusta af Bayern, kejser Nikolaj 1. af Rusland og hans gemalinde Charlotte af Preussen, af Georg af Oldenburg samt af regerende hertug Vilhelm 1. af Nassau.
Gennem begge sine forældre var Alexander Georgevitch tipoldesøn af kejser Paul 1. af Rusland og hans gemalinde Sophie Marie Dorothea af Württemberg. 
Gennem sin far var han tipoldesøn af Joséphine de Beauharnais (gift med Napoleon 1. af Frankrig), kong Maximilian 1. Joseph af Bayern, kong Frederik Vilhelm 3. af Preussen og hans gemalinde Louise af Mecklenburg-Strelitz.
Gennem sin mor var Alexander Georgevitch tipoldesøn af tronfølger og fyrste Frederik Vilhelm af Nassau-Weilburg. 

## Ægteskab
Alexander Georgevitch var gift med Nadezhda Nicolaevna Caralli. Parret fik ingen børn, og titlen som den 8. hertug af Leuchtenberg blev arvet af en yngre halvbroder.

## Kejserlig højhed
Napoleon 1. af Frankrig havde tildelt sin adoptivsøn (Eugène de Beauharnais) prædikatet Hans Kejserlige Højhed. Der var egentligt tale om et personligt prædikat, men kejserne af Rusland anerkendte prædikatet – også for nogle af Eugènes efterkommere. I 1912 arvede Alexander Georgevitch indirekte tiltalen Hans Kejserlige Højhed fra sin oldefar. 